# Алжир на зимних Олимпийских играх 1992
Алжир принимал участие в Зимних Олимпийских играх 1992 года в Альбертвиле (Франция) в первый раз за свою историю, но не завоевал ни одной медали. Страну представляли 3 мужчины и 1 женщина, принимавшие участие в соревнованиях по горнолыжному спорту.

## Горнолыжный спорт
Спортсменов - 4
Мужчины
| Спортсмен    | Вид               | 1 попытка      | 2 попытка | Всего   | Место |
| ------------ | ----------------- | -------------- | --------- | ------- | ----- |
| Аллула Латеф | Слалом            | не финишировал | не прошёл | -       | -     |
| Мурад Гуэри  | Слалом            | не финишировал | не прошёл | -       | -     |
| Мурад Гуэри  | Гигантский слалом | 1.28,34        | 1.51,99   | 3.20,33 | 85    |
| Мурад Гуэри  | Супергигант       |                |           | 1.32,76 | 83    |
| Камиль Гуэри | Гигантский слалом | 1.28,85        | 1.34,92   | 3.03,77 | 80    |
| Камиль Гуэри | Супергигант       |                |           | 1.38,94 | 90    |

Женщины
| Спортсмен      | Вид               | 1 попытка | 2 попытка | Всего   | Место |
| -------------- | ----------------- | --------- | --------- | ------- | ----- |
| Насера Букамум | Гигантский слалом | 1.32,66   | 1.31,80   | 3.04,46 | 42    |
| Насера Букамум | Супергигант       |           |           | 1.56,07 | 48    |